# Peter Farrelly
Peter Farrelly (født 17. december 1956) er en amerikansk filminstruktør. Han har blandt andet instrueret filmen Dumb and Dumber med Jim Carrey.

## Eksterne links
- Peter Farrelly på Internet Movie Database (engelsk)
- Peter Farrelly på Filmdatabasen
- Peter Farrelly på Scope
- Peter Farrelly på Svensk Filmdatabas (svensk)
- Peter Farrelly på AlloCiné (fransk)
- Peter Farrelly på AllMovie (engelsk)
- Peter Farrelly på The Movie Database (engelsk)